# Fricativa glottale sonora
Con fricativa glottale sonora o fricativa glottidale sonora in linguistica si intende un preciso suono (fono) consonantico definito secondo lo standard dell'alfabeto fonetico internazionale. Esso viene definito a partire dal modo di articolazione, dal luogo di articolazione e dall'essere sordo o sonoro, ossia da varie caratteristiche che in linguaggio non specialistico sono indicabili come la disposizione della lingua all'interno della bocca, la sua relazione con i denti, e l'emissione di suono o meno durante la pronuncia. 
In particolare, nel caso della consonante fricativa glottale sonora, si combinano varie caratteristiche: il modo di articolazione è fricativo perché dà una frizione alla bocca, il luogo di articolazione è glottale perché dà un suono aspirato, e la sonorità.
Nell'Alfabeto fonetico internazionale questa consonante è indicata col simbolo /ɦ/.
Si pronunciano così:
- la h inglese di hard [ɦɑːd],
- la h inglese di ahead [əˈɦɛd],
- la h tedesca di huschen [ˈɦʊʃn̩].